# Мирск (гмина)
Мирск (пол. Mirsk) — городско-сельская гмина (волость) в Польше, входит как административная единица в Львувецкий повет, Нижнесилезское воеводство. Население — 9179 человек (на 2004 год).
Центр гмины — город Мирск.

## Демография
| Перепись                       | Всего   | Всего | Женщины | Женщины | Мужчины | Мужчины |
| ------------------------------ | ------- | ----- | ------- | ------- | ------- | ------- |
| Единицы                        | человек | %     | человек | %       | человек | %       |
| Население                      | 9179    | 100   | 4796    | 52,2    | 4383    | 47,8    |
| Плотность населения (чел./км²) | 49,2    | 49,2  | 25,7    | 25,7    | 23,5    | 23,5    |

## Соседние гмины
1. Гмина Грыфув-Слёнски
2. Гмина Лесьна
3. Гмина Любомеж
4. Гмина Стара-Каменица
5. Шклярска-Поремба
6. Сверадув-Здруй